# Иртышский сельский округ (Восточно-Казахстанская область)
Иртышский сельский округ (до декабря 2018 — Кировский) — административно-территориальное образование в Глубоковском районе Восточно-Казахстанской области.
Центр сельского округа — село Прапорщиково.

## Экономика
Хозяйствующие субъекты: всего — 91, в том числе крестьянские хозяйства — 49, товариществ с ограниченной ответственностью — 14, индивидуальных предпринимателей — 35.
Поголовье крупного рогатого скота — 386 коров, 201 лошадь, 767 овец, 89 коз, 9342 птиц, 320 пчелосемей.
Зарегистрировано сельскохозяйственной техники общим количеством 1276 единицы, из них комбайны — 45, тракторы — 155.
Также функционирует 41 объект сферы обслуживания, из них объекты торговли — 30, пункты общественного питания — 4, объекты сферы услуг — 7.

## Социальная сфера
В сельском округе действует 1 врачебная амбулатория, 1 фельдшерский акушерский пункт, 1 медицинский пункт, в которых работает 18 человек, из них 2 врача. В округе расположены 2 средние школы с количеством учащихся 572 школьника и 2 детских сада, в которых воспитываются 115 детей.
Действует 2 сельских клуба и 4 библиотеки.

## Земельные ресурсы
Территория всего 26 589 га, из них земли населённых пунктов 7037 га.
Земли сельскохозяйственного назначения 19 552 га, из них пашни — 14 078,3 га, пастбища — 4184,3 га.